# Bob Thomas
Bob Thomas (26 de enero de 1922 - 14 de marzo de 2014) fue un biógrafo de la industria del cine de Hollywood y periodista que trabajaba para la Associated Press desde 1944.

## Vida personal
Nacido en San Diego en 1922, se crio en Los Ángeles, donde su padre era un publicista de películas. Asistió a la UCLA. Vivió en Encino con su esposa, Patricia. Tuvieron tres hijas.
Thomas murió debido a una enfermedad relacionada con la edad el 14 de marzo de 2014 en su casa.

## Carrera de escritor
Thomas hizo su marca mediante la participación con las celebridades en actividades que llevó a cabo con su personalidad, ya sea midiendo su cintura después del parto (como lo hizo con Betty Grable) o la prueba de cuán alto un protagonista debía ser besándolo a sí mismo (como lo hizo con June Haver). Aclamado como el decano de los reporteros de Hollywood, Bob Thomas ha estado escribiendo sobre la industria del cine para la Associated Press desde la época en que Hollywood se llevó a cabo por los hombres que lo fundaron: Jack Warner, Darryl F. Zanuck, Harry Cohn y Louis B. Mayer.
Durante su larga historia de reportero para la AP, Thomas fue autor de por lo menos 30 libros. Muchos en la industria del cine dan crédito a su biografía de 1969 del productor Irving G. Thalberg lo que provocó su interés en seguir una carrera detrás de las escenas. Otras biografías de Thomas son de Joan Crawford, Marlon Brando, David O. Selznick, Walter Winchell, Bob Hope, Bing Crosby, Howard Hughes, Abbott & Costello, Walt Disney, y un libro para niños, Walt Disney: Magician of the Movies.
Sus biografías sobre Howard Hughes y Abbott & Costello se han convertido en películas de televisión.

### No ficción
- Heartbreak kids. The tragedy of Hollywood's children
- If I Knew When (con Debbie Reynolds)
- The Art of Animation
- The Massie Case (con Peter Packer)
- King Cohn
- Thalberg
- Selznick
- The Secret Boss of California: The Life and High Times of Art Samish (con Arthur Samish)
- The Heart of Hollywood
- Winchell
- Howard, the Amazing Mr. Hughes (con Noah Dietrich)
- Marlon: Portrait of the Rebel as an Artist
- Joan Crawford[2]
- The Road to Hollywood (con Bob Hope)
- Bud & Lou: The Abbott and Costello Story
- The One and Only Bing
- Walt Disney: An American Original
- Golden Boy: The Untold Story of William Holden

### Ficción
- The Flesh Merchants
- Weekend 33

### Para los niños
- Walt Disney: Magician of the Movies
- Donna DeVarona, Gold Medal Winner

### Antología
- Directors in Action[2]

## Premios
Por aportaciones a la industria cinematográfica, Bob Thomas fue honrado con una estrella en el Paseo de la Fama de Hollywood en el 6879 de Hollywood Boulevard.
En 2009, en reconocimiento a más de 60 años de cubrir el negocio del entretenimiento para la Associated Press, el Gremio de Publicistas le concedió su Premio a la Trayectoria.